# Иституто Климатико (Кунео)
Иституто Климатико је насеље у Италији у округу Кунео, региону Пијемонт.
Према процени из 2011. у насељу је живело 12 становника. Насеље се налази на надморској висини од 725 м.